# Ilha de Itamaracá
Ilha de Itamaracá é um município brasileiro do estado de Pernambuco, na Região Metropolitana do Recife. A área do município corresponde à totalidade da ilha homônima, situada no litoral norte pernambucano e separada do continente pelo canal de Santa Cruz que, para alguns estudiosos, deu origem ao nome "Pernambuco".
A localidade tem grande relevo na história brasileira. Na Feitoria de Itamaracá, o administrador colonial Pero Capico — primeiro "Governador das Partes do Brasil" — construiu no ano de 1516 o primeiro engenho de açúcar de que se tem notícia na América portuguesa. Além de ser o mais antigo local continuamente habitado do Brasil, Itamaracá foi uma das capitanias originais, posteriormente incorporada à Capitania de Pernambuco.

## Topônimo
O nome "Itamaracá" deriva da língua tupi e, dentre outros significados propostos, significa "pedra que canta", a partir da junção dos termos itá ("pedra") e mbara'ká ("chocalho", o famoso maracá dos indígenas). Ao longo de sua história, Itamaracá também foi referida pelos nomes: Marília, Yilha-de-Fernão-Buquo, Tamanaquá, Itaparica-das-Flores, Vila Schkoppe e Capitania de Santa Cruz.

## História

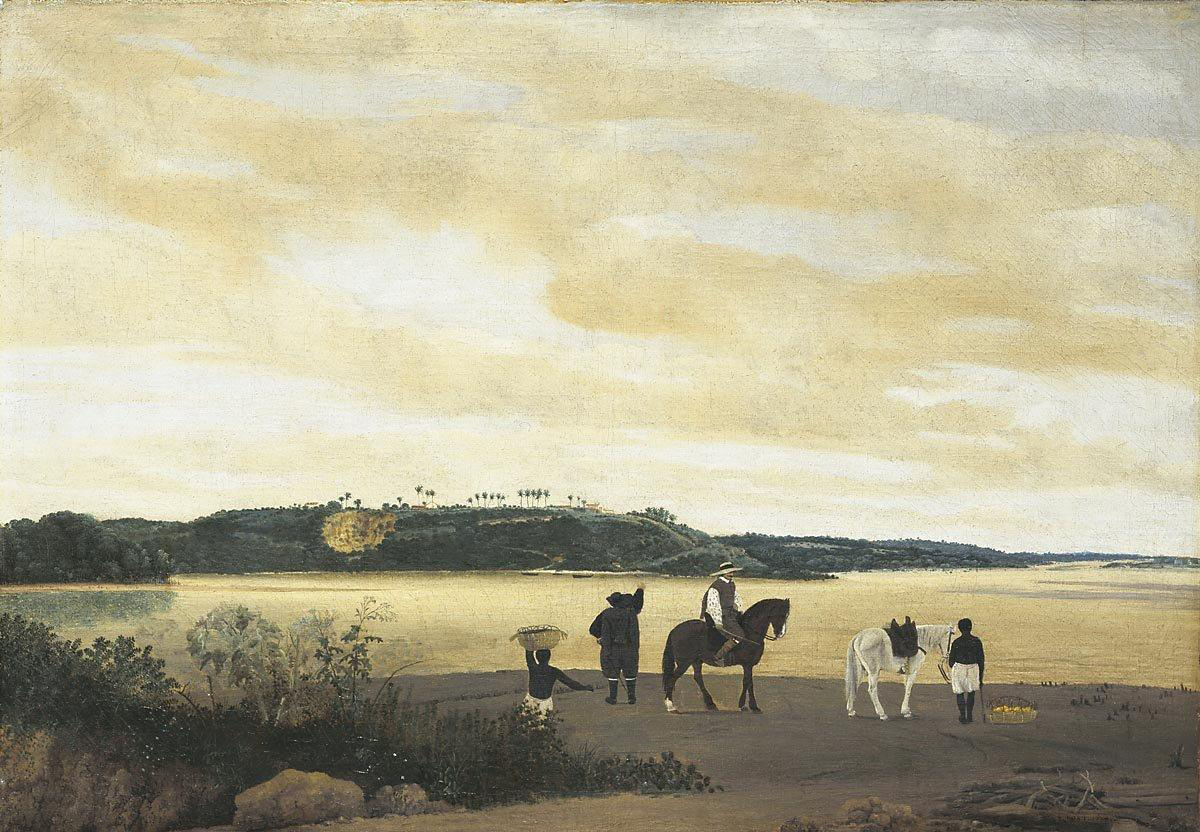
Itamaracá em 1637, por Frans Post.

Os primeiros habitantes seriam náufragos, havendo também registros sobre a passagem dos portugueses João Coelho da Porta da Cruz e Duarte Pacheco Pereira, em 1493 e 1498, respectivamente. Em 1526, já havia uma capela dedicada a Nossa Senhora da Conceição, de responsabilidade do padre Francisco Garcia, na Vila Velha, localizada à margem esquerda do Canal de Santa Cruz.
A Ilha prosperava à sombra da economia açucareira. Em 1630, a Vila Velha possuía mais de cem prédios, uma Santa Casa de Misericórdia, casa de residência do governador, câmara, cadeia e duas igrejas: a Matriz de Nossa Senhora da Conceição e a de Nossa Senhora do Rosário dos Homens Pretos.
O engenho São João da Ilha de Itamaracá, situado às margens da PE-35, foi a casa natal do abolicionista João Alfredo Corrêa de Oliveira. O casarão atual com fachada no estilo arquitetônico neoclássico, que já se encontra em ruínas, foi construído sobre as ruínas do edifício mais velho no século XVIII. Sua moita conserva a primeira moenda a vapor do Brasil, contudo teve seu telhado parcialmente desabado por conta do abandono. O imóvel pertence ao Governo do Estado e teve um projeto de implementação do "Centro de Referência Cultural e Ecológica de Itamaracá" esbarrado por falta de verba. Segundo pesquisas, é possível que o Engenho São João seja o mesmo mencionado em mapas antigos denominados Trapiche e que foi renomeado após a saída dos holandeses.
Os holandeses invadiram a Ilha em 1631 e lá ergueram o Forte Orange, na entrada Sul do canal de Santa Cruz, construído em taipa de pilão. O forte tinha este nome em homenagem ao Príncipe holandês Frederico Henrique de Orange, tio de Maurício de Nassau. A Ilha de Itamaracá serviu de celeiro aos holandeses. Posteriormente, o Forte passou a ser chamado Fortaleza de Santa Cruz, já sob domínio português.
Em 1763, o rei dom João V comprou a Ilha para a Coroa Portuguesa por 4.000 cruzados.
O distrito foi criado em 1º de maio de 1866, pela Lei Provincial 676. Torna-se cidade a partir de 1º de janeiro de 1959, desvinculando-se de Igarassu, mas seu primeiro hasteamento foi em 15 de novembro de 1973. Pilar é a sua sede e, por caracterizar-se como uma povoação de pescadores, foi elevado à categoria de Vila, por decreto de 25/10/1831.

## Geografia
Localiza-se a uma latitude 07º44'52" sul e a uma longitude 34º49'32" oeste, estando a uma altitude de 7 metros.

### Limites
| Noroeste: Goiana     | Norte: Goiana | Nordeste: Oceano Atlântico |
| Oeste: Itapissuma    |               | Leste: Oceano Atlântico    |
| Sudoeste: Itapissuma | Sul: Igarassu | Sudeste: Oceano Atlântico  |

### Hidrografia
O município de Itamaracá está incluído nos domínios dos Grupos de Bacias Hidrográficas de Pequenos Rios Litorâneos. Seus principais rios são: Paribe e Jaguaribe.  A ilha possui poucos riachos perenes, destacando-se entre eles apenas o Riacho Poço do Cobre, as margens direita da PE-35. O principal corpo de acúmulo de água na ilha é a Lagoa Pai Tomé.

### Relevo
A vegetação do município é formada por floresta perenifólia e restinga. As áreas de mangue ocupam o noroeste da ilha.

### Solo
Em relação aos solos, há ocorrência de Areias Marinhas, que tem como principal característica os solos profundos, excessivamente drenados e de baixa fertilidade natural. Nas áreas posteriores às dunas ocorrem os Podzóis, mediamente drenados e de mal drenados e de muito baixa fertilidade natural.

### Geologia
O município está incluído, geologicamente, na Província da Borborema, sendo compostos pelos litotipos: Formação Gramame e o Grupo Barreiros e dos Depósitos Flúvio-marinhos e Aluvionares.

### Clima
O município tem o clima tropical, do tipo As´. Os verões são quentes e secos. Os invernos são amenos e úmidos, com o aumento de chuvas; as mínimas podem chegar a 18°C. As primaveras são muito quentes e secas, com temperaturas que algumas ocasiões podem chegar aos 34°C.
| Dados climatológicos para Ilha de Itamaracá | Dados climatológicos para Ilha de Itamaracá | Dados climatológicos para Ilha de Itamaracá | Dados climatológicos para Ilha de Itamaracá | Dados climatológicos para Ilha de Itamaracá | Dados climatológicos para Ilha de Itamaracá | Dados climatológicos para Ilha de Itamaracá | Dados climatológicos para Ilha de Itamaracá | Dados climatológicos para Ilha de Itamaracá | Dados climatológicos para Ilha de Itamaracá | Dados climatológicos para Ilha de Itamaracá | Dados climatológicos para Ilha de Itamaracá | Dados climatológicos para Ilha de Itamaracá | Dados climatológicos para Ilha de Itamaracá |
| Mês                                         | Jan                                         | Fev                                         | Mar                                         | Abr                                         | Mai                                         | Jun                                         | Jul                                         | Ago                                         | Set                                         | Out                                         | Nov                                         | Dez                                         | Ano                                         |
| ------------------------------------------- | ------------------------------------------- | ------------------------------------------- | ------------------------------------------- | ------------------------------------------- | ------------------------------------------- | ------------------------------------------- | ------------------------------------------- | ------------------------------------------- | ------------------------------------------- | ------------------------------------------- | ------------------------------------------- | ------------------------------------------- | ------------------------------------------- |
| Temperatura máxima média (°C)               | 30,7                                        | 30,6                                        | 30,4                                        | 29,7                                        | 29                                          | 28                                          | 27,6                                        | 27,8                                        | 28,7                                        | 29,8                                        | 30,3                                        | 30,3                                        | 29,4                                        |
| Temperatura média (°C)                      | 26,5                                        | 26,5                                        | 26,3                                        | 25,8                                        | 25,2                                        | 24,2                                        | 23,7                                        | 23,8                                        | 24,7                                        | 25,7                                        | 26                                          | 26,1                                        | 25,4                                        |
| Temperatura mínima média (°C)               | 22,3                                        | 22,4                                        | 22,3                                        | 21,9                                        | 21,4                                        | 20,4                                        | 19,9                                        | 19,8                                        | 20,8                                        | 21,6                                        | 21,8                                        | 22                                          | 21,4                                        |
| Precipitação (mm)                           | 88                                          | 148                                         | 236                                         | 257                                         | 337                                         | 315                                         | 285                                         | 178                                         | 95                                          | 49                                          | 45                                          | 52                                          | 2 085                                       |
| Fonte: Climate Data.                        |                                             |                                             |                                             |                                             |                                             |                                             |                                             |                                             |                                             |                                             |                                             |                                             |                                             |

## Demografia
Segundo o censo 2022 do IBGE, Itamaracá possui uma população de 24.540 habitantes, distribuídos numa área de 66,684 km², tendo assim, uma densidade demográfica de 371,00 hab/km².

## Economia
Segundo dados sobre o produto interno bruto dos municípios, divulgado pelo IBGE referente ao ano de 2011, a soma das riquezas produzidos no município é de 138.598 milhões de reais (77° maior do estado). Sendo o setor de serviços o mais mais representativo na economia itamaracaense, somando 105.740 milhões. Já os setores industrial e da agricultura representam 23.203 milhões e 3.418 milhões, respectivamente. O PIB per capita do município é de 6.202,10 mil reais (63° maior do estado).

## Estrutura

### Educação
O município possui as seguinte(s) escola(s) estadual(s):
- Escola de Referência em Ensino Médio Alberto Augusto de Morais Pradines (Integral)[19]
- Escola de Jaguaribe[19]
- Escola de Itamaracá[19]
- Escola Juiz Antônio Luiz Lins Barros[19]
- Escola Médico Ruy do Rego Barros[19]
- Escola Poeta Olegário Mariano[19]
- Escola Senador Paulo Pessoa Guerra[19]

### Saúde
A cidade conta com quatro estabelecimentos de saúde sendo todos públicos.

## Cultura

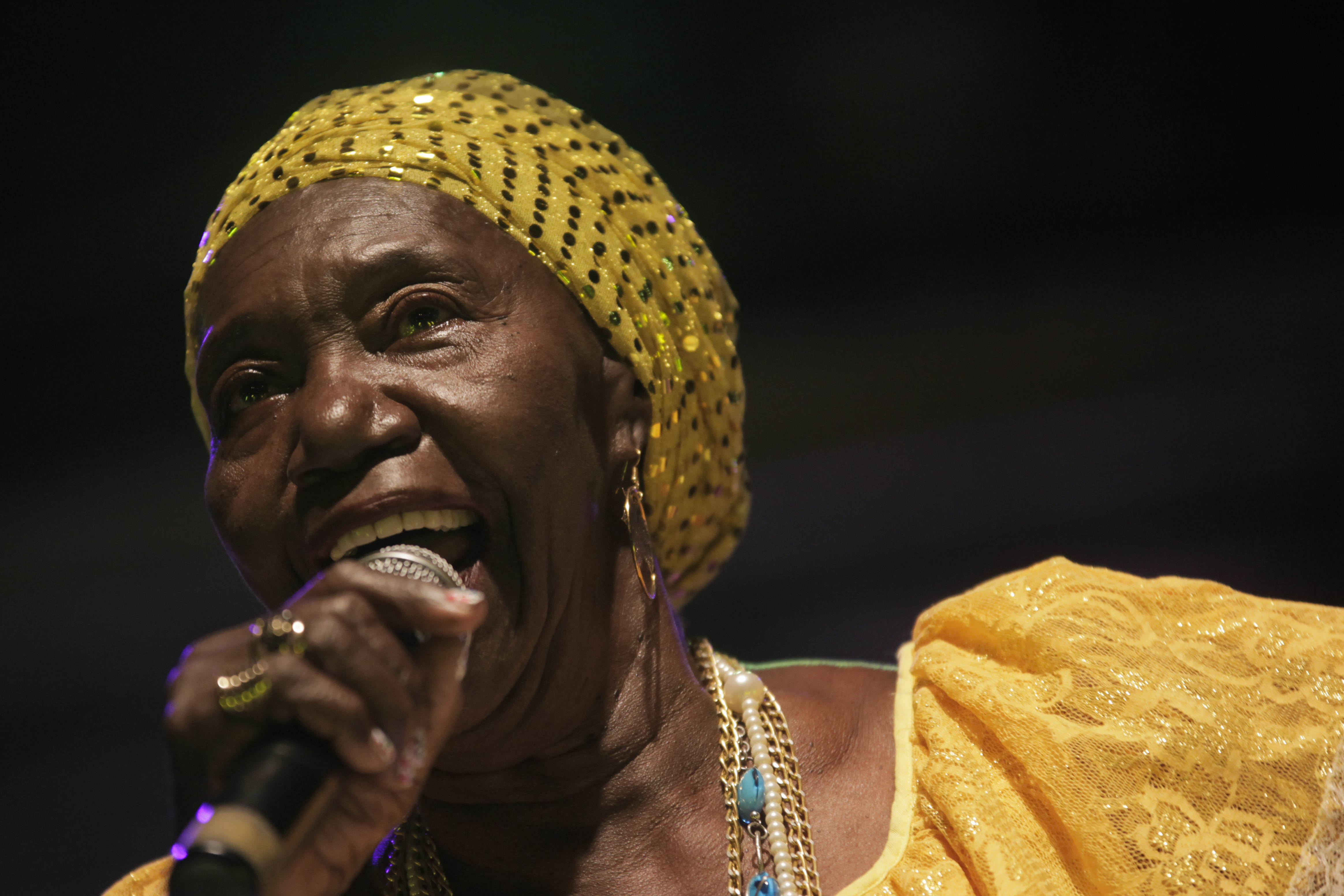
Lia de Itamaracá, considerada a rainha da ciranda.

A Ilha de Itamaracá é conhecida por ser o berço de uma das danças mais conhecidas de Pernambuco, a ciranda. Essa dança é caracterizada pela formação de uma grande roda formada a partir de pessoas com as mãos dadas umas às outras, na qual os integrantes dançam um ritmo lento repetido. Essa dança foi criada pelas esposas dos pescadores, que enquanto esperavam seus maridos chegarem do mar, se distraiam com os movimentos.

## Turismo

### O Forte Orange
Construído em 1631 pelos holandeses, o forte está localizado à beira-mar e abriga um acervo composto por mapas holandeses e peças da época da invasão.